# Comitè Coreà de Tecnologia Espacial
El Comitè Coreà de Tecnologia Espacial (en coreà: 우주공간기술위원회) (en anglès: Korean Committee of Space Technology) és una agència espacial controlada pel govern de Corea del Nord. Hi ha disponible molt poca informació. Se sap que es va fundar en els anys 80 del segle xx, i aparentment està relacionada amb la Força Estratègica de Coets de Corea de l'Exèrcit Popular de Corea.

## Funcions i projectes
Aquesta agència espacial és responsable de totes les operacions referents a l'exploració espacial i la construcció de satèl·lits. El 12 març de 2009, Corea del Nord va signar el Tractat de l'espai exterior i la Convenció de Registre (consistent en registrar els objectes que es llancen a l'espai exterior). Això va tenir lloc després de declarar que s'estaven realitzant els preparatius pel llançament d'un nou satèl·lit, el Kwangmyŏngsŏng-2. La KCST te diversos punts de llançament de coets: Musudan-ri, i el centre de llançament espacial de Tongch'ang-dong. Igualment disposa de les llançadores Baekdusan-1 and Baekdusan-2. D'altra banda, també opera els satèl·lits Kwangmyŏngsŏng. Corea del Nord va anunciar dues vegades el llançament de satèl·lits, el Kwangmyŏngsŏng-1 el 31 d'agost de 1998, i el Kwangmyŏngsŏng-2 el 5 d'abril de 2009. Malgrat això, aquests llançaments no han estat confirmats en cap altre lloc del món, i tant els Estats Units com Corea del Sud consideren que van ser proves de míssils balístics. En 2009 va anunciar projectes espacials més ambiciosos que incloïen viatges espacials tripulats i el desenvolupament d'un vehicle espacial reutilitzable per transportar humans.